# Kyriakos Griveas
Kyriakos Griveas es un deportista griego que compitió en natación adaptada. Ganó dos medallas en los Juegos Paralímpicos de Seúl 1988.

## Palmarés internacional
| Juegos Paralímpicos | Juegos Paralímpicos  | Juegos Paralímpicos | Juegos Paralímpicos |
| Año                 | Lugar                | Medalla             | Prueba              |
| ------------------- | -------------------- | ------------------- | ------------------- |
| 1988                | Seúl (Corea del Sur) | Medalla de plata    | 25 m espalda 1B     |
| 1988                | Seúl (Corea del Sur) | Medalla de bronce   | 50 m libre 1B       |